# 1. Fußball-Club Kaiserslautern 2002-2003
Questa voce raccoglie le informazioni riguardanti il 1. Fußball-Club Kaiserslautern nelle competizioni ufficiali della stagione 2002-2003.

## Stagione
Nella stagione 2002-2003 il Kaiserslautern, allenato da Andreas Brehme e Eric Gerets, concluse il campionato di Bundesliga al 14º posto. In Coppa di Germania il Kaiserslautern perse la finale con il Bayern Monaco. In Coppa Intertoto il Kaiserslautern fu eliminato al terzo turno dal Teplice.

## Rosa
| N. |                         | Ruolo | Calciatore         |
| -- | ----------------------- | ----- | ------------------ |
| 1  | Germania (bandiera)     | P     | Georg Koch         |
| 2  | RD del Congo (bandiera) | D     | Hervé Nzelo-Lembi  |
| 3  | Camerun (bandiera)      | D     | Bill Tchato        |
| 4  | Slovenia (bandiera)     | D     | Aleksander Knavs   |
| 5  | Germania (bandiera)     | D     | Thomas Hengen      |
| 6  | Egitto (bandiera)       | D     | Hany Ramzy         |
| 7  | Bulgaria (bandiera)     | C     | Marian Hristov     |
| 8  | Grecia (bandiera)       | C     | Dīmītrīs Grammozīs |
| 9  | Rep. Ceca (bandiera)    | A     | Vratislav Lokvenc  |
| 10 | Brasile (bandiera)      | C     | Lincoln            |
| 11 | Germania (bandiera)     | A     | Miroslav Klose     |
| 12 | Germania (bandiera)     | P     | Tim Wiese          |
| 13 | Svizzera (bandiera)     | C     | Ciriaco Sforza     |
| 14 | Germania (bandiera)     | C     | Selim Teber        |
| 15 | Croazia (bandiera)      | C     | Nenad Bjelica      |
| 17 | Brasile (bandiera)      | C     | Ratinho            |

| N. |                                | Ruolo | Calciatore        |
| -- | ------------------------------ | ----- | ----------------- |
| 18 | Germania (bandiera)            | C     | Markus Anfang     |
| 20 | Polonia (bandiera)             | D     | Tomasz Kłos       |
| 21 | Malta (bandiera)               | A     | Michael Mifsud    |
| 22 | Germania (bandiera)            | A     | Christian Timm    |
| 23 | Germania (bandiera)            | C     | Thomas Riedl      |
| 24 | Germania (bandiera)            | D     | Harry Koch (1969) |
| 26 | Germania (bandiera)            | C     | Torsten Reuter    |
| 27 | Croazia (bandiera)             | A     | Silvio Adzic      |
| 28 | Germania (bandiera)            | C     | Stefan Malz       |
| 29 | Serbia e Montenegro (bandiera) | A     | Danko Boskovic    |
| 30 | Germania (bandiera)            | C     | Mario Basler      |
| 31 | Germania (bandiera)            | P     | Jens Kern         |
| 32 | Portogallo (bandiera)          | C     | José Dominguez    |
| 33 | Croazia (bandiera)             | D     | Dajan Šimac       |
| 37 | Germania (bandiera)            | D     | Thomas Drescher   |

## Organigramma societario
Area tecnica
- Allenatore: Eric Gerets
- Allenatore in seconda: Karl-Heinz Emig, Reinhard Stumpf
- Preparatore dei portieri: Gerald Ehrmann
- Preparatori atletici:

## Calciomercato

### Sessione estiva
| Acquisti | Acquisti          | Acquisti         | Acquisti |
| R.       | Nome              | da               | Modalità |
| -------- | ----------------- | ---------------- | -------- |
| C        | Markus Anfang     | Wacker Innsbruck |          |
| D        | Hervé Nzelo-Lembi | Club Bruges      |          |
| C        | Ciriaco Sforza    | Bayern Monaco    |          |
| C        | Selim Teber       | Waldhof Mannheim |          |
| A        | Christian Timm    | Colonia          |          |

| Cessioni | Cessioni           | Cessioni            | Cessioni |
| R.       | Nome               | da                  | Modalità |
| -------- | ------------------ | ------------------- | -------- |
| C        | Markus Kullig      | Lubecca             |          |
| D        | Sebastian Pelzer   | Blackburn           |          |
| A        | Jörgen Pettersson  | Copenaghen          |          |
| C        | Thomas Riedl       | Kaiserslautern II   |          |
| C        | Jeff Strasser      | Borussia M'gladbach |          |
| P        | Roman Weidenfeller | Borussia Dortmund   |          |

### Sessione invernale
| Acquisti | Acquisti    | Acquisti    | Acquisti |
| R.       | Nome        | da          | Modalità |
| -------- | ----------- | ----------- | -------- |
| D        | Bill Tchato | Montpellier |          |

| Cessioni | Cessioni     | Cessioni | Cessioni |
| R.       | Nome         | da       | Modalità |
| -------- | ------------ | -------- | -------- |
| D        | Petr Gabriel | Teplice  |          |

## Risultati

### Bundesliga

#### Girone di andata
| Arbitro: | Fröhlich |

|            |           |           |
| Dundee 45’ | Marcatori | 51’ Klose |

| Arbitro: | Strampe |

|           |           |                                     |
| Riedl 34’ | Marcatori | 48’ (rig.) Böhme 56’ Agali 90’ Sand |

| Arbitro: | Stark |

|                         |           |  |
| Hout 23’, 48’ Münch 36’ | Marcatori |  |

| Arbitro: | Fleischer |

|            |           |             |
| Basler 56’ | Marcatori | 59’ Diabang |

| Arbitro: | Weiner |

|                |           |  |
| Romeo 66’, 77’ | Marcatori |  |

| Kaiserslautern 21 settembre 2002, ore 15:30 CEST 6ª giornata | Kaiserslautern | 0 – 0 referto | Monaco 1860 | Fritz-Walter-Stadion (34 310 spett.)\| Arbitro: \| Kircher \| |
| Arbitro:                                                     | Kircher        |               |             |                                                               |

| Arbitro: | Meyer |

|            |           |  |
| Sanneh 69’ | Marcatori |  |

| Arbitro: | Krug |

|                                                |           |  |
| Klose 18’, 72’ Knavs 49’ Hujdurović 76’ (aut.) | Marcatori |  |

| Arbitro: | Kemmling |

|             |           |  |
| Brdarić 19’ | Marcatori |  |

| Arbitro: | Aust |

|                           |           |                        |
| Rydlewicz 17’ Vorbeck 72’ | Marcatori | 22’ Lokvenc 78’ Mifsud |

| Arbitro: | Fleischer |

|  |           |           |
|  | Marcatori | 40’ Bobic |

| Arbitro: | Keßler |

|  |           |                      |
|  | Marcatori | 7’, 21’ Christiansen |

| Arbitro: | Koop |

|                                                          |           |                                      |
| Verlaat 14’ Klose 61’ (aut.) Ailton 77’, 88’ Klasnić 90’ | Marcatori | 10’ Lincoln 18’ (rig.) Koch 53’ Timm |

| Arbitro: | Fröhlich |

|  |           |                           |
|  | Marcatori | 9’ Ballack 16’ Santa Cruz |

| Arbitro: | Stark |

|                         |           |  |
| Lokvenc 15’ Lincoln 66’ | Marcatori |  |

| Arbitro: | Strampe |

|                              |           |               |
| Rosický 22’ Amoroso 74’, 78’ | Marcatori | 24’ Dominguez |

| Arbitro: | Meyer |

|                             |           |            |
| Lokvenc 28’ Koch 87’ (rig.) | Marcatori | 64’ Dárdai |

#### Girone di ritorno
| Arbitro: | Krug |

|             |           |                         |
| Lokvenc 34’ | Marcatori | 29’ Kurányi 70’ Balăkov |

| Arbitro: | Weiner |

|               |           |                   |
| Agali 6’, 70’ | Marcatori | 31’ Kłos 90’ Koch |

| Arbitro: | Sippel |

|                            |           |  |
| Knavs 35’ Klose 88’ (rig.) | Marcatori |  |

| Arbitro: | Koop |

|               |           |             |
| Reinhardt 35’ | Marcatori | 27’ Lokvenc |

| Arbitro: | Keßler |

|                       |           |  |
| Lokvenc 51’ Klose 58’ | Marcatori |  |

| Monaco di Baviera 1º marzo 2003, ore 15:30 CET 23ª giornata | Monaco 1860 | 0 – 0 referto | Kaiserslautern | Stadio Olimpico (23 000 spett.)\| Arbitro: \| Kemmling \| |
| Arbitro:                                                    | Kemmling    |               |                |                                                           |

| Arbitro: | Kircher |

|                                                                 |           |  |
| Lokvenc 19’ Klose 25’ (rig.) Dominguez 62’ Timm 64’ Bjelica 88’ | Marcatori |  |

| Arbitro: | Jansen |

|          |           |                                   |
| Rost 42’ | Marcatori | 39’ Klose 71’ Hristov 90’ Lokvenc |

| Arbitro: | Wack |

|           |           |  |
| Klose 40’ | Marcatori |  |

| Arbitro: | Albrecht |

|                  |           |           |
| Christiansen 81’ | Marcatori | 90’ Ramzy |

| Arbitro: | Strampe |

|               |           |  |
| Dominguez 71’ | Marcatori |  |

| Arbitro: | Wagner |

|                           |           |          |
| Krupniković 49’ Bobic 60’ | Marcatori | 11’ Kłos |

| Arbitro: | Jansen |

|                  |           |  |
| Klose 65’ (rig.) | Marcatori |  |

| Arbitro: | Kemmling |

|             |           |  |
| Kuffour 85’ | Marcatori |  |

| Arbitro: | Sippel |

|                |           |                      |
| Marić 19’, 57’ | Marcatori | 5’ Sforza 69’ Mifsud |

| Kaiserslautern 17 maggio 2003, ore 15:30 CEST 33ª giornata | Kaiserslautern | 0 – 0 referto | Borussia Dortmund | Fritz-Walter-Stadion (40 232 spett.)\| Arbitro: \| Wack \| |
| Arbitro:                                                   | Wack           |               |                   |                                                            |

| Arbitro: | Aust |

|                 |           |  |
| Rafael 45’, 83’ | Marcatori |  |

### Coppa di Germania
| Arbitro: | Rafati |

|  |           |                                            |
|  | Marcatori | 19’, 36’ Lokvenc 54’, 85’ Klose 62’ Basler |

| Arbitro: | Gagelmann |

|  |           |          |
|  | Marcatori | 83’ Timm |

| Arbitro: | Kinhöfer |

|                       |           |  |
| Ramzy 64’ Lincoln 67’ | Marcatori |  |

| Arbitro: | Wack |

|                                                    |                      |                                      |
| Fahrenhorst 8’ Reis 33’ Christiansen 105’ (rig.)   | Marcatori            | 22’, 27’, 102’ Lokvenc               |
| Schindzielorz Reis Colding Guðjónsson Christiansen | Tiri di rigore 3 – 4 | Koch Klose Lokvenc Grammozīs Bjelica |

| Arbitro: | Wagner |

|                               |           |  |
| Lincoln 8’ Klose 52’ Timm 79’ | Marcatori |  |

| Arbitro: | Fröhlich |

|           |           |                                    |
| Klose 80’ | Marcatori | 3’, 10’ (rig.) Ballack 50’ Pizarro |

### Coppa Intertoto
| Arbitro: | Underhill |

|                |           |                    |
| Basler 4’, 38’ | Marcatori | 89’ (rig.) Horváth |

| Arbitro: | Farina |

|                                                |           |  |
| Horváth 48’ Voříšek 65’ Zelenka 86’ Verbíř 90’ | Marcatori |  |

## Statistiche

### Statistiche di squadra
| Competizione      | Punti | In casa | In casa | In casa | In casa | In casa | In casa | In trasferta | In trasferta | In trasferta | In trasferta | In trasferta | In trasferta | Totale | Totale | Totale | Totale | Totale | Totale | DR |
| Competizione      | Punti | G       | V       | N       | P       | Gf      | Gs      | G            | V            | N            | P            | Gf           | Gs           | G      | V      | N      | P      | Gf     | Gs     | DR |
| ----------------- | ----- | ------- | ------- | ------- | ------- | ------- | ------- | ------------ | ------------ | ------------ | ------------ | ------------ | ------------ | ------ | ------ | ------ | ------ | ------ | ------ | -- |
| Bundesliga        | 40    | 17      | 9       | 3       | 5       | 23      | 12      | 17           | 1            | 7            | 9            | 17           | 30           | 34     | 10     | 10     | 14     | 40     | 42     | -2 |
| Coppa di Germania | -     | 3       | 2       | 0       | 1       | 6       | 3       | 3            | 2            | 1            | 0            | 9            | 3            | 6      | 4      | 1      | 1      | 15     | 6      | +9 |
| Coppa Intertoto   | -     | 1       | 1       | 0       | 0       | 2       | 1       | 1            | 0            | 0            | 1            | 0            | 4            | 2      | 1      | 0      | 1      | 2      | 5      | -3 |
| Totale            | 40    | 21      | 12      | 3       | 6       | 31      | 16      | 21           | 3            | 8            | 10           | 26           | 37           | 42     | 15     | 11     | 16     | 57     | 53     | +4 |

### Andamento in campionato
| Giornata  | 1 | 2  | 3  | 4  | 5  | 6  | 7  | 8  | 9  | 10 | 11 | 12 | 13 | 14 | 15 | 16 | 17 | 18 | 19 | 20 | 21 | 22 | 23 | 24 | 25 | 26 | 27 | 28 | 29 | 30 | 31 | 32 | 33 | 34 |
| --------- | - | -- | -- | -- | -- | -- | -- | -- | -- | -- | -- | -- | -- | -- | -- | -- | -- | -- | -- | -- | -- | -- | -- | -- | -- | -- | -- | -- | -- | -- | -- | -- | -- | -- |
| Luogo     | T | C  | T  | C  | T  | C  | T  | C  | T  | T  | C  | C  | T  | C  | C  | T  | C  | C  | T  | C  | T  | C  | T  | C  | T  | C  | T  | C  | T  | C  | T  | T  | C  | T  |
| Risultato | N | P  | P  | N  | P  | N  | P  | V  | P  | N  | P  | P  | P  | P  | V  | P  | V  | P  | N  | V  | N  | V  | N  | V  | V  | V  | N  | V  | P  | V  | P  | N  | N  | P  |
| Posizione | 8 | 15 | 16 | 17 | 18 | 18 | 18 | 17 | 17 | 17 | 17 | 17 | 18 | 18 | 17 | 17 | 17 | 17 | 18 | 17 | 18 | 18 | 18 | 16 | 14 | 11 | 12 | 10 | 11 | 10 | 10 | 11 | 12 | 14 |

Legenda:

Luogo: C = Casa; T = Trasferta. Risultato: V = Vittoria; N = Pareggio; P = Sconfitta.

### Statistiche dei giocatori
| Giocatore      | Bundesliga | Bundesliga | Bundesliga  | Bundesliga | Coppa di Germania | Coppa di Germania | Coppa di Germania | Coppa di Germania | Coppa Intertoto | Coppa Intertoto | Coppa Intertoto | Coppa Intertoto | Totale   | Totale | Totale      | Totale     |
| Giocatore      | Presenze   | Reti       | Ammonizioni | Espulsioni | Presenze          | Reti              | Ammonizioni       | Espulsioni        | Presenze        | Reti            | Ammonizioni     | Espulsioni      | Presenze | Reti   | Ammonizioni | Espulsioni |
| -------------- | ---------- | ---------- | ----------- | ---------- | ----------------- | ----------------- | ----------------- | ----------------- | --------------- | --------------- | --------------- | --------------- | -------- | ------ | ----------- | ---------- |
| S. Adzic       | 4          | 0          | 0           | 0          | 1                 | 0                 | 0                 | 0                 | 0               | 0               | 0               | 0               | 5        | 0      | 0           | 0          |
| M. Anfang      | 19         | 0          | 4           | 0          | 4                 | 0                 | 1                 | 0                 | 2               | 0               | 1               | 0               | 25       | 0      | 6           | 0          |
| M. Basler      | 23         | 1          | 8           | 0          | 3                 | 1                 | 0                 | 0                 | 2               | 2               | 0               | 0               | 28       | 4      | 8           | 0          |
| N. Bjelica     | 21         | 1          | 5           | 0          | 2                 | 0                 | 0                 | 0                 | 0               | 0               | 0               | 0               | 23       | 1      | 5           | 0          |
| D. Boskovic    | 0          | 0          | 0           | 0          | 0                 | 0                 | 0                 | 0                 | 0               | 0               | 0               | 0               | 0        | 0      | 0           | 0          |
| J. Dominguez   | 21         | 3          | 3           | 0          | 3                 | 0                 | 0                 | 0                 | 0               | 0               | 0               | 0               | 24       | 3      | 3           | 0          |
| T. Drescher    | 0          | 0          | 0           | 0          | 0                 | 0                 | 0                 | 0                 | 0               | 0               | 0               | 0               | 0        | 0      | 0           | 0          |
| P. Gabriel     | 0          | 0          | 0           | 0          | 1                 | 0                 | 0                 | 0                 | 2               | 0               | 1               | 0               | 3        | 0      | 1           | 0          |
| D. Grammozīs   | 27         | 0          | 4           | 0          | 4                 | 0                 | 2                 | 1                 | 0               | 0               | 0               | 0               | 31       | 0      | 6           | 1          |
| T. Hengen      | 10         | 0          | 2           | 0          | 1                 | 0                 | 0                 | 0                 | 0               | 0               | 0               | 0               | 11       | 0      | 2           | 0          |
| M. Hristov     | 8          | 1          | 3           | 0          | 1                 | 0                 | 0                 | 1                 | 1               | 0               | 0               | 0               | 10       | 1      | 3           | 1          |
| J. Kern        | 0          | 0          | 0           | 0          | 0                 | 0                 | 0                 | 0                 | 0               | 0               | 0               | 0               | 0        | 0      | 0           | 0          |
| M. Klose       | 32         | 9          | 4           | 0          | 4                 | 4                 | 2                 | 0                 | 0               | 0               | 0               | 0               | 36       | 13     | 6           | 0          |
| A. Knavs       | 16         | 2          | 3           | 0          | 3                 | 0                 | 0                 | 0                 | 2               | 0               | 0               | 0               | 21       | 2      | 3           | 0          |
| G. Koch        | 13         | 0          | 1           | 0          | 2                 | 0                 | 0                 | 0                 | 2               | 0               | 0               | 0               | 17       | 0      | 1           | 0          |
| H. Koch        | 27         | 3          | 5           | 0          | 4                 | 0                 | 1                 | 0                 | 0               | 0               | 0               | 0               | 31       | 3      | 6           | 0          |
| T. Kłos        | 18         | 2          | 1           | 0          | 5                 | 0                 | 0                 | 0                 | 0               | 0               | 0               | 0               | 23       | 2      | 1           | 0          |
| C. Lincoln     | 20         | 2          | 3           | 0          | 4                 | 2                 | 0                 | 0                 | 2               | 0               | 0               | 0               | 26       | 4      | 3           | 0          |
| V. Lokvenc     | 30         | 8          | 2           | 0          | 5                 | 5                 | 0                 | 0                 | 2               | 0               | 0               | 0               | 37       | 13     | 2           | 0          |
| S. Malz        | 4          | 0          | 1           | 0          | 1                 | 0                 | 1                 | 0                 | 2               | 0               | 0               | 1               | 7        | 0      | 2           | 1          |
| M. Mifsud      | 16         | 2          | 0           | 0          | 2                 | 0                 | 0                 | 0                 | 1               | 0               | 1               | 0               | 19       | 2      | 1           | 0          |
| H. Nzelo-Lembi | 15         | 0          | 5           | 0          | 2                 | 0                 | 1                 | 0                 | 1               | 0               | 0               | 0               | 18       | 0      | 6           | 0          |
| H. Ramzy       | 16         | 1          | 1           | 0          | 4                 | 1                 | 0                 | 0                 | 2               | 0               | 0               | 0               | 22       | 2      | 1           | 0          |
| R. Ratinho     | 7          | 0          | 1           | 0          | 1                 | 0                 | 0                 | 0                 | 0               | 0               | 0               | 0               | 8        | 0      | 1           | 0          |
| T. Reuter      | 7          | 0          | 0           | 0          | 1                 | 0                 | 0                 | 0                 | 2               | 0               | 0               | 0               | 10       | 0      | 0           | 0          |
| T. Riedl       | 19         | 1          | 3           | 0          | 4                 | 0                 | 0                 | 0                 | 2               | 0               | 0               | 0               | 25       | 1      | 3           | 0          |
| C. Sforza      | 23         | 1          | 7           | 1          | 4                 | 0                 | 2                 | 0                 | 0               | 0               | 0               | 0               | 27       | 1      | 9           | 1          |
| B. Tchato      | 16         | 0          | 5           | 0          | 3                 | 0                 | 1                 | 0                 | 0               | 0               | 0               | 0               | 19       | 0      | 6           | 0          |
| S. Teber       | 15         | 0          | 2           | 0          | 4                 | 0                 | 0                 | 0                 | 1               | 0               | 0               | 0               | 20       | 0      | 2           | 0          |
| C. Timm        | 18         | 2          | 0           | 0          | 4                 | 2                 | 0                 | 0                 | 0               | 0               | 0               | 0               | 22       | 4      | 0           | 0          |
| T. Wiese       | 21         | 0          | 1           | 0          | 5                 | 0                 | 0                 | 0                 | 0               | 0               | 0               | 0               | 26       | 0      | 1           | 0          |
| D. Šimac       | 0          | 0          | 0           | 0          | 0                 | 0                 | 0                 | 0                 | 0               | 0               | 0               | 0               | 0        | 0      | 0           | 0          |